# Liste der Kulturgüter in Vuisternens-devant-Romont
Die Liste der Kulturgüter in Vuisternens-devant-Romont enthält alle Objekte in der Gemeinde Vuisternens-devant-Romont im Kanton Freiburg, die gemäss der Haager Konvention zum Schutz von Kulturgut bei bewaffneten Konflikten, dem Bundesgesetz vom 20. Juni 2014 über den Schutz der Kulturgüter bei bewaffneten Konflikten sowie der Verordnung vom 29. Oktober 2014 über den Schutz der Kulturgüter bei bewaffneten Konflikten unter Schutz stehen.
Objekte der Kategorien A und B sind vollständig in der Liste enthalten, Objekte der Kategorie C fehlen zurzeit (Stand: 1. Januar 2024).

## Kulturgüter
| Foto |                                                                            | Objekt                                                                                | Kat. | Typ | Standort                                            | Beschreibung |
| ---- | -------------------------------------------------------------------------- | ------------------------------------------------------------------------------------- | ---- | --- | --------------------------------------------------- | ------------ |
| BW   | Datei hochladen · Wikidata zu Bauernhaus Perroud (Q29699191)               | Bauernhaus Perroud / Maison paysanne Perroud KGS-Nr.: 02262                           | B    | G   | La Neirigue, Route de Berlens 15 562957 / 170639    |              |
| BW   | Datei hochladen · Wikidata zu Kirche Notre-Dame de la Nativité (Q29699174) | Kirche Notre-Dame de la Nativité / Église de Notre-Dame-de-la-Nativité KGS-Nr.: 02359 | B    | G   | Impasse derrière l’église 1 561052 / 167339         |              |
| ja   | Datei hochladen · Wikidata zu Wohngebäude des Bauernhofs Clerc (Q29479281) | Wohngebäude des Bauernhofs Clerc / Logis de la ferme Clerc KGS-Nr.: 10009             | B    | G   | Route de Villariaz 9 561190 / 167422                |              |
| BW   | Datei hochladen · Wikidata zu Kapelle Sainte-Anne (Q29699158)              | Kapelle Sainte-Anne / Chapelle Sainte-Anne KGS-Nr.: 13356                             | B    | G   | Sommentier, Route de la Chapelle 20 560380 / 165724 |              |